# 칼비 (이탈리아)
칼비(이탈리아어: Calvi)는 이탈리아 캄파니아주 베네벤토도의 코무네다. 나폴리로부터 북동쪽 60km, 베네벤토 남동쪽으로 10km 거리에 있다. 역사적으로 삼니움인들의 영토에 속했다.

## 주요 볼거리
- 페데리코 2세 궁전